# Zuid-Afrika op de Olympische Winterspelen 2006
Tijdens de Olympische Winterspelen van 2006 die in Turijn werden gehouden nam Zuid-Afrika voor de vijfde keer deel aan de Winterspelen.
Drie mannen namen deel bij het alpineskiën, langlaufen en skeleton.

## Deelnemers
| Sport              | Naam            | Discipline                                          | Klassering      | Resultaten                                                                                    |
| ------------------ | --------------- | --------------------------------------------------- | --------------- | --------------------------------------------------------------------------------------------- |
| Alpineskiën mannen | Alexander Heath | Afdaling Combinatie Reuzenslalom Slalom Super-G     | 52e - 27e - 50e | 1.59,79 Afdaling 1.47,62, Slalom 1e run dnf 1e run 1.25,61, 2e run 1.25,81 1e run dnf 1.37,77 |
| Langlaufen mannen  | Oliver Kraas    | 15 km klassiek 50 km vrije stijl, massastart Sprint | - - 57e         | dnf dnf Kw. 2.27,68                                                                           |
| Skeleton           | Tyler Botha     | Mannen                                              | 21e             | 1e run 59,43, 2e run 1.00,63                                                                  |

Albanië · Algerije · Amerikaanse Maagdeneilanden · Andorra · Argentinië · Armenië · Australië · Azerbeidzjan · België · Bermuda · Bosnië en Herzegovina · Brazilië · Bulgarije · Canada · Chili · China · Chinees Taipei · Costa Rica · Cyprus · Denemarken · Duitsland · Estland · Ethiopië · Finland · Frankrijk · Georgië · Griekenland · Groot-Brittannië · Hongarije · Hongkong · Ierland · IJsland · India · Iran · Israël · Italië · Japan · Kazachstan · Kenia · Kirgizië · Kroatië · Letland · Libanon · Liechtenstein · Litouwen · Luxemburg · Macedonië · Madagaskar · Moldavië · Monaco · Mongolië · Nederland · Nepal · Nieuw-Zeeland · Noord-Korea · Noorwegen · Oekraïne · Oezbekistan · Oostenrijk · Polen · Portugal · Roemenië · Rusland · San Marino · Senegal · Servië en Montenegro · Slovenië · Slowakije · Spanje · Tadzjikistan · Thailand · Tsjechië · Turkije · Venezuela · Verenigde Staten · Wit-Rusland · Zuid-Afrika · Zuid-Korea · Zweden · Zwitserland